# كريس غاردنر
كريستوفر بول «كريس» غاردنر (بالإنجليزية: Christopher Paul "Chris" Gardner )‏(من مواليد 9 فبراير 1954 في ميلووكي، ويسكونسن) رجل أعمال، خبير اوراق مالية، محاضراً في التنمية البشرية، ومؤلف.

بدأ رحله كفاحه ونجاحه منذ حقبة الثمانيات حتى استطاع تأسيس شركة باسمه مجال الأوراق المالية (غاردنر وشركاه) ومقرها في شيكاغو، إلينوي، غاردنر تأثر بمفاهيم المثابرة والنجاح من «علم الوراثة الروحية» على يد أمه.
في مايو 2006 قام باصدار كتاب تناول قصة نجاحه وهو (البحث عن السعادة) وتحولت إلى فيلم سينمائي بنفس الاسم من بطولة ويل سميث.

## نشأته
ولد غاردنر في مدينة ميلووكي في ولاية ويسكونسن، والده توماس تيرنر ووالدته بيتي جان غاردنر. كان الطفل الثاني لامه.
غاردنر لم يكن لديه الكثير من نماذج إيجابية يقتدي بهم في مرحلة الطفولة، فقد كان والده يعيش في لويزيانا أثناء ولادته، وزوج والدته كان يؤذيها وأولادها. جعل تريبليت زوج امه غاردنر وشقيقاته في خوف مستمر. وفي أحد المرات سجنت بيتي ظلما حين ابلغ تريبليت السلطات عنها بتهمة الاحتيال، وتم وضع الأطفال في الحضانة. عاد غاردنر وشقيقاته إلى الحضانة للمرة الثانية عندما كان عمرهم ثماني سنوات، عندما أدينت الأم، دون علم منهم، في محاولة لقتل تريبليت بواسطة حرق المنزل بينما كان في الداخل.
أثناء وجوده في الحضانة، تعرف غاردنر على أعمامه الثلاثة: ارشيبالد، وويلي وهنري. من الثلاثة كان لهنري تأثير عميق عليه، ودخول العالم غاردنر في الوقت الذي تشتد الحاجة له شخصية الأب. مأساوي، هنري غرق في نهر المسيسيبي كريس عندما كان عمرها تسع سنوات. وعلمت أن الأطفال كانوا قد سجنوا والدتهما عندما وصلت في جنازة هنري رفقة أحد حراس السجن.
على الرغم من زواجها التعيس ولها فترات الغياب، وكان جان Bettye مصدرا للإلهام وقوة لكريس ابنها. شجعت غاردنر إلى الاعتقاد في نفسه وزرع بذور الاعتماد على الذات له. غاردنر نقلت عنها قولها: «هل يمكن أن تعتمد فقط على نفسك، وليس الفرسان القادمة.» غاردنر مصممون أيضا من تجاربه المبكرة التي إدمان الكحول، وتعاطي المنزلي والاعتداء على الأطفال، والأمية، والخوف والشعور بالعجز وجميع الأشياء التي كان يريد تجنب في المستقبل.
كانت أواخر 1960s و 1970s في وقت مبكر من زمن الصحوة السياسية والموسيقية لغاردنر. طور شعور عميق بالفخر الأسود، كما أصبح معتادا على أعمال مارتن لوثر كنغ الابن ومالكولم إكس وإلدريدج كليفر. رؤيته للعالم وراء توسيع تجربة الأميركيين الأفارقة؛ تعلمه من الأحداث التاريخية، مثل مذبحة شاربفيل، ونتيجة لذلك أصبحت أكثر إدراكا لنظام الفصل العنصري في جنوب أفريقيا العنصري والقضايا الدولية علمت غاردنر للعب في البوق، وكان يستمتع الاستماع إلى الموسيقى بواسطة سلاي ستون، مايلز الأصدقاء، جيمس براون ونظيره في جميع الأوقات المفضلة، مايلز ديفيس.
قررت غاردنر مستوحاة من مغامراته العم هنري في جميع أنحاء العالم في البحرية الأميركية، لكسب عندما أنهى الدراسة الثانوية. انه كان متمركزا في كامب ليجون في كارولينا الشمالية لمدة أربع سنوات، حيث تم تعيينه أحد افراد القوات. أصبح يعهد مع جراح القلب زينت سان فرانسيسكو، والدكتور روبرت ايليس، الذي قدم غاردنر موقف مساعدته مع الأبحاث السريرية المبتكرة في جامعة كاليفورنيا المركز الطبي لقدامى المحاربين وإدارة مستشفى في سان فرانسيسكو، كاليفورنيا. قبلت موقف غاردنر، وانتقل إلى سان فرانسيسكو بعد خروجه من البحرية في عام 1974. على مدار عامين، عرف كيفية إدارة المختبرات والتقنيات الجراحية لأداء مختلف. بحلول عام 1976، كان قد حصل المسؤولية الكاملة عن مختبر وشارك في تأليف العديد من المقالات مع الدكتور إليس التي نشرت في المجلات الطبية.

## زواجه
في 18 حزيران، 1977، تزوج كريس غاردنر شيري دايسون، وهو من مواطني ولاية فيرجينيا والخبير التربوي في الرياضيات. مع خبرته والمعرفة والاتصالات في المجال الطبي، يبدو غاردنر لديها خطط مهنته الطبية المنصوص عليها قبله. ومع ذلك، مع عشر سنوات من التدريب الطبي أمامه ومع التغييرات في مجال الرعاية الصحية فقط في الأفق، أدرك أن مهنة الطب سيكون مختلفا إلى حد كبير بحلول الوقت الذي يمكن ممارسة الطب. وأبلغت غاردنر للنظر في الخيارات المهنية أكثر ربحا؛ قبل أيام قليلة من عيد ميلاده ال 26، وقال انه أبلغ زوجته شيري، والتخلي عن خططه لأحلامه في أن تصبح طبيبة.
تم فصل علاقته مع شيري، في جزء منه بسبب قراره التخلي عن مهنة الطب، وكذلك نتيجة للاختلافات في سلوكهم. في حين لا تزال تعيش مع شيري، بدأ علاقة غرامية مع طالبة طب الأسنان يدعى جاكي، وأصبحت حاملا ولده سوى بضعة أشهر في هذه القضية. بعد ثلاث سنوات من الزواج لشيري، وتركها إلى الانتقال للعيش مع جاكي والاستعداد للأبوة. تسع سنوات مرت قبل أن المطلقات قانونيا هو وشيري في عام 1986.
ولد ابنهما كريستوفر غاردنر في 28 يناير، 1981. غاردنر عملت كمساعدة أبحاث في سان فرانسيسكو والمختبر في مستشفى المحاربين القدامى بعد ترك الخدمة. دفعت منصب مساعد مختبر للبحوث فقط حول 8000 $ في السنة التي لم يكن كافيا بالنسبة له لدعم العيش في صديقته وطفل. بعد أربع سنوات، وكان قد ترك هذه الوظائف وتضاعف راتبه عن طريق اتخاذ وظيفة مندوب مبيعات المعدات الطبية.
دفعت من قبل ابنه الاستفسارات حول والده، غاردنر سبق قادرة على تعقب والده البيولوجي عبر الهاتف. مع ارتفاع الدخل من وظيفته الجديدة، وكان غاردنر قادرة على انقاذ ما يكفي من المال للسفر إلى مونرو، لويزيانا، حيث يقيم هو وابنه التقى تيرنر للمرة الأولى.
وعاد إلى سان فرانسيسكو غاردنر مصممة على النجاح في الأعمال التجارية. وقع لحظة محورية في حياته، وبعد المبيعات الدعوة إلى مستشفى سان فرانسيسكو العام، عندما واجه رجل منزه هندامه في سيارة فيراري حمراء. طلب غريبة، غاردنر الرجل عن مهنته. كان الرجل قال له انه وسيط في البورصة، ومنذ تلك اللحظة، قرر مسار غاردنر الوظيفي. في نهاية المطاف، غاردنر اشترى سيارة فيراري من تلقاء نفسه من لاعب كرة السلة الشهير مايكل جوردان. رخصة إلينوي لوحة غاردنر السوداء فيراري يقرأ "NOT MJ".
كانت سوق الأوراق المالية في فيراري حمراء رجل يدعى بوب الجسور. التقى غاردنر وقدم له مقدمة لعالم المال. نظمت لقاءات بين الجسور غاردنر ومديري الفروع لشركات السمسرة الأوراق المالية الكبرى التي عرضت برامج التدريب، مثل ميريل لينش، ويبر باين، هوتون EF، عميد رينولدز يتر وسميث بارني. عن الشهرين التاليين، غاردنر إلغاء أو تأجيل المواعيد ومبيعاته سيارته جمعت تذاكر وقوف السيارات في حين التقى مع المديرين.
يبدو أن غاردنر حصل له «كسر» عندما تم قبوله في برنامج التدريب في هوتون EF. استقال في وقت لاحق مبيعاته العمل ليتمكن من تكريس وقته حصرا للتدريب مع وسيط في البورصة. ثم ظهرت في المكتب على استعداد للعمل، ليكتشف أنه قد تم التعاقد مع مدير أعماله أطلقت في الأسبوع السابق. ومما زاد الطين بلة، وكانت علاقة غاردنر مع جاكي التشرذم. اتهمت له بضربها، وهو اتهام تنفيه غاردنر إلى يومنا هذا، وتركوه، مع ابنهما معها إلى الساحل الشرقي. اقتيد إلى السجن وأمر القاضي بأن يبقى هناك لمدة عشرة أيام، عقابا له على عدم تمكنه من دفع 1200 $ في تذاكر وقوف السيارات.
عاد غاردنر من السجن إلى المنزل ليجد شقته فارغة. وكان صديقته وابنه، جنبا إلى جنب مع كل من ممتلكاته (بما في ذلك حذائه، والدعاوى والملابس الأعمال)، اختفى. مع عدم وجود الخبرة، أي تعليم جامعي، يكاد لا توجد اتصالات، والزي مع عارضة نفسها التي كان يرتديها في نفس اليوم الذي اقتيد إلى الحجز، حصل غاردنر في موقف دين ويتر رينولدز الأسهم الوساطة برنامج التدريب. ومع ذلك، مع راتب شهري قدره 1000 $ (أي ما يعادل 2204 $ في القيمة يومنا هذا)، وتحقيق وفورات لا، فإنه لم يتمكن من تغطية نفقات معيشته.

## رحلة المتاعب
عمل ليصبح المتدرب في أعلى دين ويتر رينولدز. وصل في المكتب في وقت مبكر وبقيت كل يوم في وقت متأخر، مما يدعو باستمرار إلى الزبائن المحتملين مع هدفه يجري مكالمات 200 / يوم. دفعت مثابرته قبالة عندما، في 1982، غاردنر مرت امتحان الترخيص له في المحاولة الأولى، وأصبح الموظف الكامل للشركة. في نهاية المطاف، تم تجنيده من قبل غاردنر بير ستيرنز وشركاه في سان فرانسيسكو.
بعد حوالي أربعة شهور جاكي اختفت مع ابنهما، عادت وتركته مع غاردنر. بحلول ذلك الوقت، كان قادرا على تحمل تكاليف الإيجار الصغيرة والمساكنة في flophouse. قال انه يقبل عن طيب خاطر من حضانة ولده الوحيد، ولكن المنزل الذي عاش فيه المساكنة لم تسمح للأطفال. على الرغم من أن العاملين بأجر وهو غاردنر وابنه كافح سرا مع التشرد في حين انقذ المال لاستئجار منزل في بيركلي، كاليفورنيا.
وفي الوقت نفسه، ولم يعرف أحد من زملاء غاردنر انه وابنه كانوا بلا مأوى في منطقة المتن في سان فرانسيسكو لمدة عام تقريبا. وقفت غاردنر سارعت كثير من الأحيان إلى مكان ولده في الرعاية النهارية، في خطوط الحساء وينام أينما كان وابنه قد يجد الأمان في مكتبه بعد ساعات، في flophouses، في الحدائق وحتى في الحمام تخوض في منطقة خليج سان فرانسيسكو محطة النقل السريع.
المعنية لكريس جونيور الرفاه، سأل القس سيسيل وليامز غاردنر للسماح لهم بالبقاء في المأوى النصب التذكاري الانزلاق الكنيسة الميثودية المتحدة للنساء بلا مأوى، والتي تعرف الآن باسم البيت سيسيل وليامز الجماعة الانزلاق. وليامز وافقت دون تردد. واليوم، عندما سئل عما يتذكره عن كونه بلا مأوى، كريستوفر غاردنر، يتذكر الابن «لم أستطع أن أقول لكم إن كنا لا مأوى لهم، وأنا أعرف فقط أننا كنا دائما الحاجة للذهاب لذلك، إذا كان أي شيء، أتذكر لنا مجرد الانتقال، والانتقال دائما.»

## رحلته في عالم الأعمال
في عام 1987، أنشأت كريس غاردنر شركة السمسرة، غاردنر منسق وشركاه، في شيكاغو، ايلينوي، وهي «شركة وساطة مالية مؤسسية متخصصة في تنفيذ المعاملات منتجات الديون والأسهم والمشتقات المالية لبعض من أكبر المؤسسات في البلاد، وخطط التقاعد العامة والنقابات» بدأت شركته الجديدة في بلدة صغيرة شقة أبراج الرئاسي، مع بدء عاصمة 10,000 دولار وقطعة واحدة من الأثاث: منضدة خشبية ذلك الضعف والأسرة مائدة العشاء غاردنر تمتلك ورد 75 في المئة. من له سهم شركة وساطة مع بقية مملوكة لصناديق التحوط. [بحاجة لمصدر] واختار اسم «غاردنر ريتش» للشركة لأنه يعتبر مارك ريتش، التاجر السلع عفا عنه الرئيس السابق بيل كلينتون في عام 2001، «واحد من أنجح الآجلة التجار في العالم.»
بعد غاردنر باع حصته الصغيرة في ريتش غاردنر في صفقة تقدر بعدة ملايين من الدولارات في عام 2006، أصبح الرئيس التنفيذي ومؤسس شركة القابضة كريستوفر غاردنر الدولية، ولها مكاتب في نيويورك وشيكاغو وسان فرانسيسكو. وخلال زيارة لجنوب أفريقيا لمراقبة الانتخابات في وقت قريب من الذكرى 10 لنهاية نظام الفصل العنصري، التقى غاردنر مع نيلسون مانديلا لمناقشة الاستثمار المحتملة في الأسواق الناشئة في جنوب أفريقيا كما هو مبين في عام 2006 الذاتية له. غاردنر هو النامية ورد مشروع استثماري مع جنوب أفريقيا التي من شأنها خلق المئات من فرص العمل، وإدخال الملايين من العملة الاجنبية إلى البلاد. غاردنر ورفض الكشف عن تفاصيل المشروع نقلا عن قوانين الأوراق المالية.

## كتاب قصة حياته

كتاب البحث عن السعادة

في مايو 2006 قام باصدار كتاب تناول قصة نجاحه وهو (البحث عن السعادة) وحقق مبيعات عالية.

## المبادرات الخيرية
غاردنر هو محسن التي ترعى منظمات خيرية عديدة، وفي مقدمتها برنامج كارا والنصب التذكاري للالإنزلاق الكنيسة الميثودية المتحدة في سان فرانسيسكو، حيث يقيم هو وابنه تلقى مأوى بحاجة ماسة لها. وقد ساعد في تمويل مشروع بقيمة 50 مليون دولار في سان فرانسيسكو يخلق إسكان ذوي الدخل المنخفض وفرص العمل في المنطقة من المدينة حيث كان بلا مأوى مرة واحدة. وكذلك تقديم الدعم النقدي، غاردنر الملابس والأحذية تتبرع. وقال انه يجعل نفسه دائما متاحة لمساعدة التنسيب الإرشاد الوظيفي الوظيفي، والتدريب على الوظائف وشامل للسكان المشردين والمعرضين للخطر في المجتمعات شيكاغو.
مكرسة لرفاه الأطفال من خلال إشراك الأب ايجابية، غاردنر يخدم في مجلس إدارة مبادرة الأبوة القومية (NFI) وهو أيضا عضو مجلس إدارة مؤسسة التربية الوطنية والتعليم راعيي الجوائز السنوية : الوطنية التعليم الرابطة الوطنية للتربية وموظفي الدعم جائزة الاتحاد الأمريكي للالمتدربون المعلمين والمدارس ذات صلة جائزة الموظفين.
في عام 2002، تلقى غاردنر الأب للجائزة من المواد غير الغذائية. منذ ذلك الحين، كما كان غاردنر شرف تلقي 25 جائزة الإنسانية وأصدقاء السنوي لعام 2006 جائزة أفريقيا، التي قدمتها لجنة لوس انجليس على الاعتداءات ضد المرأة (LACAAW) وغرفة التجارة القاري أفريقيا، على التوالي.
في عام 2008، الا انه تحدث في تخريج ابنته من جامعة هامبتون.

## في الأعمال الفنية

### السعي وراء السعادة
أدركت غاردنر قصته كانت هوليوود المحتملة بعد استجابة وطنية الساحقة لمقابلة فعل مع 20/20 في كانون الثاني 2002. وقد نشر سيرته الذاتية في 23 مايو 2006، قبل أن يصبح المنتج المنتسبين للصورة السينمائية الكبرى والسعي من السعادة، من إخراج Muccino غابرييل، وصدر عن كولومبيا بيكتشرز يوم 15 ديسمبر، 2006. هجاء غير عادي من عنوان الفيلم يأتي من علامة رأى غاردنر عندما كان بلا مأوى. في الفيلم، خطأ إملائي «السعادة» (ب «السعادة») خارج منشأة حضانة ابنه غاردنر يحضر.
الفيلم من بطولة ويل سميث، وثاندي نيوتن سميث نجل Jaden سميث، وتركز على الكفاح غاردنر ما يقرب من سنة واحدة مع التشرد. حقق الفيلم 163 مليون دولار محليا في شباك التذاكر، وأكثر من 300 مليون دولار على مستوى العالم مما يجعلها واحدة من الأفلام ويل سميث 100 مليون دولار على التوالي. اتخذت بعض الحريات مع الفيلم قصة غاردنر الحياة الحقيقية. تم ضغطها بعض التفاصيل والأحداث التي حصلت فعلا على مدى سنوات عدة في وقت قصير نسبيا، وعلى الرغم من أن ثماني سنوات من العمر صورت Jaden كريس الابن باعتباره خمس سنوات من عمره، نجل غاردنر كان مجرد طفل في ذلك الوقت. كريس غاردنر الفكر ورد سميث فاعل المعروف لأدائه في الأفلام، وكان العمل ميسكاست للعب معه. ومع ذلك، قال Jacintha ابنته «أعد له على التوالي» قائلا : «إذا كان يمكن أن تقوم به سميث محمد علي، وقال انه يمكن أن تؤديه لك!» غاردنر يجعل مظهر حجاب في الفيلم، هل المشي الماضي وJaden في المشهد الأخير. هل غاردنر ومصافحة بعضهما البعض، وسوف ينظر إلى الوراء في غاردنر ثم المشي بعيدا كعائدات ابنه ليقول له تدق تدق النكات.
نظمت بلدية تشاتانوغا في قصة غاردنر الأمل في أن تلهم المواطنين أسفل الدوس من شاتانوغا في ولاية تينيسي لتحقيق الاستقلال المالي واتخاذ مزيد من المسؤولية عن رعاية أسرهم، وعرض لفيلم عن مأوى لهم في المدينة. ورأى غاردنر نفسه أنه لا بد لتبادل قصته من اجل قضاياها الاجتماعية على نطاق واسع. «عندما أتحدث عن إدمان الكحول في الأسرة، والعنف المنزلي، والاعتداء على الأطفال، والأمية، وجميع تلك القضايا التي هي قضايا عالمية، تلك التي لا تقتصر فقط على الرموز البريدية»، وقال.
وكان غاردنر غائبة بشكل ملحوظ عن العرض الأول للفيلم يوم 15 ديسمبر، 2006. اختار، بدلا من ذلك، ليكون ضيف الشرف في حفل ملهمة عيد الميلاد لشركة JHT، القابضة، في كينوشا بولاية ويسكونسن.

### البحث عنالحلم الأمريكي
غاردنر كانت واردة في الفيلم الوثائقي الكندي هيا داون : البحث عن الحلم الأميركي (2004)، حيث تحدث عن الحلم الأميركي في مكتبه في وسط مدينة شيكاغو. الفيلم الوثائقي ظهر أيضا بوب باركر وهنتر تومسون س.
غاردنر أدلى أيضا مظهر حجاب في الفيلم الكوميدي عام 2008 دعائية، حيث لعب وهو زعيم محلي. [16

## وصلات خارجية
- كريس غاردنر على موقع IMDb (الإنجليزية)
- كريس غاردنر على موقع إن إن دي بي (الإنجليزية)

- السيرة الذاتية لكريس غاردنر